# The Singles Collection Volume 4
The Singles Collection, Volume 4 es una caja recopilatoria de la banda británica Queen, publicada el 18 de octubre de 2011 a través de Parlophone Records.  El álbum contiene versiones remasterizadas de los siguientes 13 sencillos lanzados mundialmente por Queen que aparecen subsecuentes a los del tercer volumen. 
Contiene material lanzado desde 1988 hasta 1998, y cubre los álbumes The Miracle, Innuendo, Made in Heaven, Queen Rocks y Greatest Hits III, excluyendo el Five Live EP y la remezcla de "Another One Bites the Dust" para la película Small Soldiers.

## Lista de canciones
| Disco uno |                                                        |                              |          |  |
| N.º       | Título                                                 | Escritor(es)                 | Duración |  |
| 1.        | «The Miracle»                                          | Freddie Mercury, John Deacon | 5:01     |  |
| 2.        | «Stone Cold Crazy» (Live at the Rainbow Theatre, 1974) | Queen                        | 2:11     |  |
| 7:12      |                                                        |                              |          |  |

| Disco dos |            |                       |          |  |
| N.º       | Título     | Escritor(es)          | Duración |  |
| 1.        | «Innuendo» | Mercury, Roger Taylor | 6:32     |  |
| 2.        | «Bijou»    | Mercury, Brian May    | 3:36     |  |
| 10:08     |            |                       |          |  |

| Disco tres |                          |                        |          |  |
| N.º        | Título                   | Escritor(es)           | Duración |  |
| 1.         | «I'm Going Slightly Mad» | Mercury, Peter Straker | 4:22     |  |
| 2.         | «The Hitman»             | Mercury, May, Deacon   | 4:56     |  |
| 9:18       |                          |                        |          |  |

| Disco cuatro |                    |                     |          |  |
| N.º          | Título             | Escritor(es)        | Duración |  |
| 1.           | «Headlong»         | May                 | 4:31     |  |
| 2.           | «All God's People» | Mercury, Mike Moran | 4:21     |  |
| 8:52         |                    |                     |          |  |

| Disco cinco |                       |              |          |  |
| N.º         | Título                | Escritor(es) | Duración |  |
| 1.          | «The Show Must Go On» | May          | 4:32     |  |
| 2.          | «Queen Talks»         | Queen        | 1:45     |  |
| 6:17        |                       |              |          |  |

| Disco seis |                                   |              |          |  |
| N.º        | Título                            | Escritor(es) | Duración |  |
| 1.         | «Bohemian Rhapsody»               | Mercury      | 5:55     |  |
| 2.         | «These Are the Days of Our Lives» | Taylor       | 4:15     |  |
| 10:10      |                                   |              |          |  |

| Disco siete |                                        |                 |          |  |
| N.º         | Título                                 | Escritor(es)    | Duración |  |
| 1.          | «Heaven for Everyone» (single version) | Taylor          | 4:38     |  |
| 2.          | «It's a Beautiful Day»                 | Mercury, Deacon | 3:58     |  |
| 8:36        |                                        |                 |          |  |

| Disco ocho |                                         |              |          |  |
| N.º        | Título                                  | Escritor(es) | Duración |  |
| 1.         | «A Winter's Tale»                       | Mercury      | 3:50     |  |
| 2.         | «Rock in Rio Blues» (Live in Rio, 1985) | Mercury      | 4:33     |  |
| 8:23       |                                         |              |          |  |

| Disco nueve |                               |                                     |          |  |
| N.º         | Título                        | Escritor(es)                        | Duración |  |
| 1.          | «Too Much Love Will Kill You» | May, Frank Musker, Elizabeth Lamers | 4:19     |  |
| 2.          | «I Was Born to Love You»      | Mercury                             | 4:49     |  |
| 9:08        |                               |                                     |          |  |

| Disco diez |                        |              |          |  |
| N.º        | Título                 | Escritor(es) | Duración |  |
| 1.         | «Let Me Live»          | Queen        | 4:45     |  |
| 2.         | «We Will Rock You»     | May          | 2:57     |  |
| 3.         | «We Are the Champions» | Mercury      | 4:04     |  |
| 11:06      |                        |              |          |  |

| Disco once |                                      |              |          |  |
| N.º        | Título                               | Escritor(es) | Duración |  |
| 1.         | «You Don't Fool Me» (single version) | Queen        | 3:56     |  |
| 2.         | «You Don't Fool Me» (album version)  |              | 5:24     |  |
| 9:20       |                                      |              |          |  |

| Disco doce |                                            |              |          |  |
| N.º        | Título                                     | Escritor(es) | Duración |  |
| 1.         | «No-One but You (Only the Good Die Young)» | May          | 4:11     |  |
| 2.         | «We Will Rock You»                         | May          | 4:59     |  |
| 3.         | «Gimme the Prize»                          | May          | 4:02     |  |
| 13:12      |                                            |              |          |  |

| Disco trece |                                            |                    |          |  |
| N.º         | Título                                     | Escritor(es)       | Duración |  |
| 1.          | «Under Pressure» (Rah mix)                 | Queen, David Bowie | 3:45     |  |
| 2.          | «Under Pressure» (Mike Spencer remix)      |                    | 3:52     |  |
| 3.          | «Under Pressure» (Live at Knebworth, 1986) |                    | 4:17     |  |
| 11:14       |                                            |                    |          |  |